# 平板車

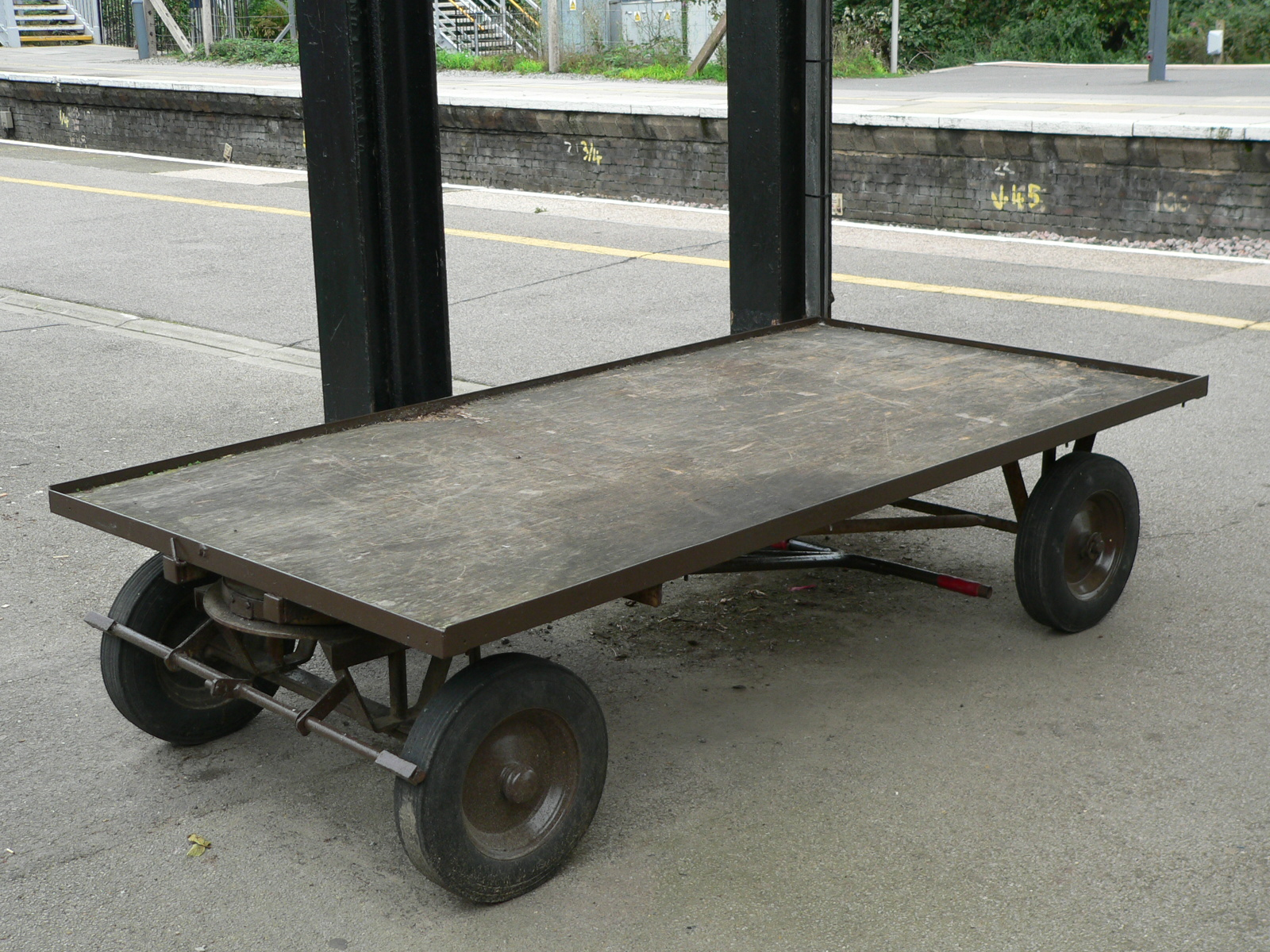
如圖所示的小車被稱為“轉盤車”，因為它的轉向機構。.

平板車是配送環境中常見的運輸方式，用於移動散裝貨物。一個非常簡單的設計提供了一個基本的平台帶有四個輪子，用於推動或拉動平台與平台上的負載。
車架通常是預製鋼。主要的平板表面可以用木板、塑膠、鋼或網眼來建造。平板輪子可以顯著變化, 由實心橡膠, 空氣充氣或鑄鐵。輪子通常是平板小車上的部件, 限制了安全的工作能力。專用手推車包括鋼琴推車，它一直具有小型多旋轉腳輪和比平常更強的框架。 現代工廠系統通常以數位管道跟踪單個手推車，以便於自動提單自動化系統可在運輸和存取期間具有遠程操作或自動手推車運輸。